# Culumi
Culumi（くるみ）は、日本の女性アイドルグループ。大阪府南部の堺と泉州を拠点に活動するご当地アイドルである。SAKURA entertainment所属。「ご当地アイドル殿堂入り」の称号を持つ。

## 概要
- グループ名は、堺・泉州地方の銘菓「くるみ餅」に由来する。
- この地方のくるみ餅は植物のくるみではなくお餅をあんで包む行為から命名されているところから、キャッチコピーは「Culumiの笑顔で世界を包みます」である。
- 中学生以上の「Culumi月組」小学生以下による「Culumi星組」の2チーム体制で活動している。
- Culumi月組は同じSAKURA entertainment所属の姉妹グループに奈良ご当地アイドルグループ「Le Siana（ルシャナ）」と東大阪地域ご当地アイドルグループ「Ellis et Campanule（エリスエットカンパニュール）」を含む、同事務所所属タレントによるスペシャルユニット「イロハサクラ」というグループとしても活動している。また、Culumi星組も小学生3人によるユニット『ホシ☆グミ』としても活動している。

## 来歴

### 2013年
- 7月 堺・泉州発ご当地アイドル育成プロジェクトとしてスタート。同時にメンバー募集開始
- 8月 堺・泉州ご当地アイドル研究生として活動開始。
- 11月4日 最終オーディションを経て正式メンバー8名（ちぃちゃん、ゆうかりん、りな、あーみん、れお、かりりん、つきの、もか）が決定
- 11月22日 堺市東文化会館フラットホールにてお披露目[1]。

### 2014年
- 1月5日 Culumi魂MV撮影（八田南之町公園にて）。
- 3月11日 メンバーのゆぅかりんが卒業を発表。
- 3月21日 阿倍野ROCKTOWNにてレコ発ワンマンライブ開催。1stシングル「Culumi魂」発売。ゆぅかりん卒業の挨拶があり、これより7名体制に。
- 9月13日 メンバーのかりりんが卒業を発表。
- 10月4日 2期生の募集を開始。
- 11月22日 OSAKA RUIDOにて1周年レコ発ワンマンライブ開催。2ndシングル「虹iro」発売。
- 12月28日 ライブ回数 100回達成。AAA vol.14にて。

### 2015年
- 2月14日 常設イベントスペースA-kukanがオープン。
- 2月28日 テレビ朝日 土曜ワイド劇場特別企画 新感覚刑事ドラマシリーズ『スペシャリスト3』（草なぎ剛主演）にKYT470役として出演。
- 3月3日 公式ホームページ開設。
- 3月4日 定期ライブ「水曜もくるまれナイト」を開始。
- 3月22日 「全日本アイドル選手権2015 in 滋賀」にて準優勝。
- 3月29日 イトーヨーカドー津久野店での定期イベント「クルミの樹」がスタート。
- 4月19日 A-kukanにて2期研究生をお披露目。くーちゃん、ひめたんが正規メンバー入りを目指す。
- 7月26日 ライブ回数 200回達成。クルミの樹 Vol.5にて。
- 8月26日 3rdシングル「くるまれナイト」発売。オリコンインディーズチャート ウィークリー18位を獲得。
- 9月1日 3期生の募集を開始。
- 11月7日 DMM.yellの企画にてちぃちゃんが2位を獲得し東京体育館にて行われた「MOSHI MOSHI NIPPON FESTIVAL」に出演。
- 11月22日 中百舌鳥club massiveでの「Wonder Idol Land vol.5」にて3期生、高松華恋お披露目。
- 11月22日 中百舌鳥club massiveにて2周年ワンマンライブ開催。同ライブより2期研究生のくーちゃん・ひめたんが正規メンバーへ昇格。
- 11月30日 1期生りなが翌年1月に卒業する事を公式ブログにて発表。
- 12月4日 1期生つきのがりなと同じく翌年1月に卒業する事を公式ブログにて発表。

### 2016年
- 1月9日 ライブ回数 300回達成 エコールいずみにて。
- 1月11日 A-kukanにて、りな つきの卒業ライブ開催。これより6人体制に。
- 1月17日 公式HPのプロフィールが更新され、フルネームが発表される。
- 2月24日 1期生櫻井望愛が定期ライブのステージにて、3月2日の定期ライブをもって卒業する事を発表。
- 2月28日 1期生水原玲音、安田愛純が約1か月間活動休止することが公式ツイッターにて発表。
- 3月2日 1期生櫻井望愛がこの日の定期ライブのステージをもって卒業。
- 3月9日 3期研究生高松華恋がこの日の定期ライブのステージをもって正規メンバーへ昇格。
- 3月31日 1期生水原玲音、安田愛純が卒業、同時に所属事務所とも契約解除となることが公式ホームページにて発表される（後の2016年5月11日より事務所復帰）。
- 4月1日 福井紅羽がLIVE（一部を除く）、Twitterを4週間謹慎となることが公式HPにて発表される｡
- 6月14日 Culumiメンバー4人にEllis et Campanuleメンバー2人（当時：東大阪ご当地アイドル研究生）を加えた期間限定ユニットCulumi+（くるみプラス）を結成。A-kukanなど主催イベントを中心に出演。9月28日の定期ライブを持って解消。
- 6月19日 ライブ回数 400回達成。フレッシュライブ Vol.10にて。
- 7月4日 4期生、Culumi Kidsの募集を開始。
- 7月11日 水原玲音、安田愛純が8月20日よりCulumiメンバーとして復帰することが発表される。
- 8月20日 関西国際空港の展望台（スカイデッキ）にて4期生およびCulumi Kidsの公開オーデションが行われる｡この日より1期生の水原玲音、安田愛純が復帰｡オーディションで合格した5名が「関西国際空港展望ホール広報大使」に任命される。
- 9月7日 4期研究生、中村亜未がこの日の定期ライブにてお披露目。
- 9月23日 Blueleaf recordsより12月7日に「地獄大夫」にてCDが発売されることが発表される。選抜メンバーは愛桃千尋、水原玲音、福井紅羽、北城姫夏、高松華恋、中村亜未の6人。
- 11月4日 山本梓乃がこの日のフレッシュライブにてお披露目。
- 11月6日 ライブ回数 500回達成。
- 11月19日 関空展望ホール広報大使としてCulumiがテーマソングを歌わせて頂くことが発表される。
- 12月7日 地獄大夫発売、オリコンデイリーランキング22位。

### 2017年
- 4月15日 関空展望ホールSky Viewにて関空展望ホールテーマソング初披露。
- 6月25日 あべのROCK TOWNにてレコ発ワンマンライブ開催。アネモネの罠、道標 初披露。
- 8月10日 公式ホームページにて愛桃千尋、水原玲音が卒業発表。
- 9月10日 A-kukanにて愛桃千尋、水原玲音卒業ライブ開催。
- 10月15日 第44回堺まつりに参加（大パレード参加と市役所前ゾーンでのライブ出演）。
同日A-kukanにて行われた「愛桃千尋・水原玲音からの御挨拶」をもって愛桃千尋、水原玲音のCulumiとしての活動終了。
- 10月17日 公式ホームページにて福井紅羽、北城姫夏、中村亜未の卒業が発表される。
- 11月11日 「北城姫夏・福井紅羽・中村亜未 卒業イベント」開催。北城姫夏、福井紅羽、中村亜未のCulumiとしての活動終了。
- 11月15日 美月沙彩、藤咲萌寧、真中笑菜、清水りおんが11月23日の「Culumi☆4周年パーティー」よりCulumiに加入することが発表される。
- 11月23日 「Culumi☆4周年パーティー」開催。Culumi新メンバーとして美月沙彩、藤咲萌寧、真中笑菜、清水りおんの4名がお披露目。
- 11月24日 10月に卒業した「愛桃千尋」が、12月より所属事務所スタッフとして復帰することが発表される。※翌年10月から「あいとうちひろ」としてソロで活動再開。

### 2018年
- 3月4日 「颯真生」「南碧乃」お披露目。

「高松華恋」「藤咲萌寧」「美月沙彩」「颯真生」を『月組』、「真中笑菜」「清水りおん」「南碧乃」を『星組』とし2チーム体制での活動となる。
- 5月3日 高松華恋が公式HPにて卒業を発表。
- 6月16日 「かれん卒業イベント」にて高松華恋が卒業。
- 8月26日 あべのROCK TOWNにてレコ発ワンマンライブ開催。Culumi新メンバーとして優希、みるぽ♡の2名がお披露目。『Culumi月組』メンバーを含むSAKURA entertainment所属タレントによる スペシャルユニット『イロハサクラ』、『Culumi星組』小学生3人による新たなユニット『ホシ☆グミ』が同イベントにてお披露目される。
- 11月25日 あべのROCK TOWNにて5周年ワンマンライブ開催。

### 2019年
- 5月12日 藤咲萌寧 卒業。
- 8月9日 美月沙彩 卒業。
- 9月19日 大阪府堺警察署の『令和元年交通安全運動キャンペーン』(於：堺市役所前21階展望ロビー)の特別ゲストとして真中笑菜・清水りおん・南碧乃が出演
- 10月20日 第46回堺まつりに御祝ゲストとして大パレードへ出場
- 10月24日 上妻ほの香、Eren、佐々木凛音、結綺ノワの加入発表及び颯真生の年内活動休止発表。
- 11月24日 A-kukanにてCulumi 6周年イベントを開催

### 2023年
- 11月19日 堺東GoithにてCulumi 10周年ワンマンライブ「くるんじゃうぞ！♡」を開催
- 11月22日 結成10年を迎えて日本ご当地アイドル活性協会より『ご当地アイドル殿堂入り』に認定された[2]

### 2024年
- 11月19日 梅田BANGBOOにてCulumi 11周年ワンマンライブ「-愛も夢も絆も。-」を開催

### 2025年
- 8月9日 真中笑菜卒業兼生誕ライブを開催

## メンバー

### 正規メンバー
| なまえ                        | ニックネーム | 担当カラー       | 生年月日               | 出身   | 活動期間(正規メンバー) | 備考                             |
| ----------------------------- | ------------ | ---------------- | ---------------------- | ------ | ---------------------- | -------------------------------- |
| 芹沢 愛桜 （せりざわ あいる） | あいるちゃん | パステルグリーン | 2007年11月15日（17歳） | 兵庫県 | 2023年07月24日 -       | Twinkle☆Troupe、イロハサクラ兼任 |
| 菅原 にこ （すがわら にこ）   | にこちゃん   | パステルイエロー | 2004年7月4日（21歳）   | 京都府 | 2023年07月24日 -       | イロハサクラ兼任                 |
| 花咲 花奈 （はなさき はな）   | はなちゃん   | パステルブルー   | 2011年2月9日（14歳）   | 奈良県 | 2023年07月24日 -       | Twinkle☆Troupe兼任               |

### 過去のメンバー
| なまえ                          | ニックネーム       | 組                                      | 担当カラー           | 期  | 生年月日               | キャッチフレーズ                                                                                       | 活動期間（正規メンバー）                                      | 活動期間（研究生）              | 備考 |
| ------------------------------- | ------------------ | --------------------------------------- | -------------------- | --- | ---------------------- | --- | ------------------------------------------------------------- | ------------------------------- | --- |
|                                 | ゆぅかりん         |                                         | 薄ピンク             | 1期 | 1999年5月7日（26歳）   | りんりんりんりん! ＼ゆぅかりーん!／ みーんなの妹!                                                      | 2013年11月22日 - 2014年3月21日                                | 2013年8月18日 - 11月21日        | |
|                                 | かりりん           |                                         | 緑                   | 1期 | 1998年6月20日（27歳）  | あなたのハートを描かせてくるみの芸術〜!? ＼かりりーん!／ 小学9年生15歳かりりんことかりんです。         | 2013年11月22日 - 2014年9月13日                                | 2013年8月18日 - 11月21日        | |
|                                 | りな               |                                         | 赤                   | 1期 | 1997年10月1日（27歳）  | 今日も1日すまいー? ＼りぃ〜な〜!／ みーんなのお姉ちゃん!                                               | 2013年11月22日 - 2016年1月11日                                | 2013年8月18日 - 11月21日        | |
|                                 | つきの（つっきー） |                                         | 水色                 | 1期 | 2000年10月15日（24歳） | 夜空に輝くのゎー! ＼つっきー／ お月様のように、まぁるい笑顔と大きな心で、みなさんをてらします          | 2013年11月22日 - 2016年1月11日                                | 2013年8月18日 - 11月21日        | |
| 櫻井 望愛 （さくらい もか）     | もか               |                                         | 紫                   | 1期 | 2001年2月6日（24歳）   | みんなに愛される少女? ＼もかーっ!／ 今日もおちゃめパワー全開で行くぞぉ ＼おっー!／                     | 2013年11月22日 - 2016年3月2日                                 | 2013年8月18日 - 11月21日        | 卒業後は放課後プリンセス 澤田桃佳として活動（2017年8月26日～2022年3月13日） |
| 安田 愛純 （やすだ あずみ）     | あーみん           |                                         | 青                   | 1期 | 1999年9月19日（25歳）  | おっとりマイペース? ＼あ〜みん／ 今日もみなさんを、あ〜みんのペースにまきこんじゃいます                | 2013年11月22日 - 2016年3月31日 2016年8月20日 - 8月28日        | 2013年8月18日 - 11月21日        | |
| 愛桃 千尋 （あいとう ちひろ）   | ちぃちゃん         |                                         | ピンク               | 1期 | 1996年12月24日（28歳） | みんなの心にピンポーン! 今日もあなたに〜? ＼ちぃちゃんスマイル!／ 笑顔の宅急便リーダーのちぃちゃんです | 2013年11月22日 - 2017年10月15日                               | 2013年8月18日 - 11月21日        | SAKURA Entertainmentスタッフ（2017年12月～2018年6月）を経て、現在（2018年10月～）は「あいとうちひろ」としてソロ活動中。 |
| 水原 玲音 （みずはら れお）     | れお               |                                         | 黄色                 | 1期 | 1999年8月1日（26歳）   | 元気いっぱいらりるー? ＼れおー!!/ 今日もれおの元気をみなさんにプレゼントします                         | 2013年11月22日 - 2016年3月31日 2016年8月20日 - 2017年10月15日 | 2013年8月18日 - 11月21日        | |
| 福井 紅羽 （ふくい くれは）     | くーちゃん         |                                         | 黄緑                 | 2期 | 2001年9月21日（23歳）  | ちょっぴりミステリアスなのは〜? ＼くーちゃん!／ 皆さんをくーちゃんワールドにご招待します               | 2015年11月22日 - 2017年11月11日                               | 2015年4月19日 - 11月21日        | 2019年10月20日に1日限定ユニットcinq♡としてA-kukanでライブを行った。現在はキミのガールフレンド、山吹くるみ名義で活動中。（2021年5月～） |
| 北城 姫夏 （ほうじょう ひめか） | ひめたん           |                                         | オレンジ             | 2期 | 2002年8月5日（23歳）   | ひまわりのように明るいのは〜?? ＼ひめたーん!／ まっすぐあなただけを見つめます                          | 2015年11月22日 - 2017年11月11日                               | 2015年4月19日 - 11月21日        | |
| 中村 亜未 （なかむら あみ）     | あみちゃん         |                                         | 赤色                 | 4期 | 1999年9月23日（25歳）  | | 2016年9月23日 - 2017年11月11日                                | 2016年9月7日 - 9月22日          | |
| 山本 梓乃 （やまもと あずの）   |                    |                                         |                      | 4期 | 2001年1月14日（24歳）  | 朝から晩まであずのと一緒です。 今日も一日がんばります。                                                |                                                               | 2016年11月4日 - 2017年11月25日? | 2019年10月20日に1日限定ユニットcinq♡としてA-kukanでライブを行った。 |
| 高松 華恋 （たかまつ かれん）   | かれん             | 月組 （2017年11月23日 - 2018年6月16日） | 天然晴れ晴れ空色     | 3期 | 2001年12月27日（23歳） | 今日もあなたと空想恋愛! ＼僕に恋してー／ ずっとそばにいるよ?                                           | 2016年3月9日 - 2018年6月16日                                  | 2015年11月22日 - 2016年3月8日   | |
| 藤咲 萌寧 （ふじさき もね       |                    | 月組                                    | 情熱の赤いバラ       | 5期 | 2001年12月12日（23歳） | | 2017年11月23日 - 2019年5月12日                                |                                 | |
| 美月 沙彩 （みつき さあや）     |                    | 月組                                    | 癒しのラベンダー     | 5期 | 2003年7月16日（22歳）  | | 2017年11月23日 - 2019年8月9日                                 |                                 | |
| Eren （えれん）                 |                    |                                         | 紫                   | 8期 | 2008年2月5日（17歳）   | | 2019年11月24日 - 2021年1月28日                                |                                 | |
| 上妻 ほの香 （こうづま ほのか） |                    |                                         | 赤                   | 8期 | 2004年11月19日（20歳） | | 2019年11月24日 - 2021年8月7日                                 |                                 | SKE48元メンバー AdamLilith現メンバー |
| 結綺 ノワ （ゆうき のわ）       |                    |                                         | グリーン             | 8期 | 2001年5月14日（24歳）  | | 2019年11月24日 - 2021年8月20日                                |                                 | |
| みるぽ♡ （みるぽ）              |                    | 月組                                    | 黄色                 | 7期 | 1998年2月11日（27歳）  | | 2018年8月26日 - 2022年7月7日                                  |                                 | |
| 清水 りおん （しみず りおん）   |                    | 星組                                    | 笑顔はじけるマンゴー | 5期 | 2007年4月13日（18歳）  | | 2017年11月23日 -                                              |                                 | |
| 南 碧乃 （みなみ あおの）       |                    | 星組                                    | 青                   | 6期 | 2006年9月23日（18歳）  | | 2018年3月4日 -                                                |                                 | |
| 佐々木 凛音 （ささき りんね）   |                    |                                         | ライトパープル       | 8期 | 2002年7月27日（23歳）  | | 2019年11月24日 -                                              |                                 | |
| 颯 真生 （はやて まう）         |                    | 月組                                    | 黄緑                 | 6期 | 1999年9月30日（25歳）  | | 2017年12月06日 -                                              |                                 | 短編映画「あおざくら」出演（2018） 劇場公開映画「手のひらに込めて」エキストラ主演（2018） NHKよるドラ「だから私は推しました」（主演：白石聖）エキストラ出演（2019年） 映画「彼岸のふたり」出演（2021） NHKよるドラ『あなたのブツが、ここに』エキストラ主演                                                                                                  |
| 花村 優希 （はなむら ゆき）     |                    | 月組                                    | アイスブルー         | 7期 | 1995年12月28日（29歳） | | 2018年8月26日 -                                               |                                 | 2005年関西テレビ、ナンボDEなんぼ 2007年韓流フェスタ2007inOSAKA 2008年ニコ☆プチ春号 2009年nicola10月号 ファションショーやダンス等のステージ経験あり 劇場公開映画「手のひらに込めて」エキストラ主演（2018） 48 Hour Film Project 2019 「隠」出演 NHKよるドラ「だから私は推しました」（主演：白石聖）エキストラ出演（2019年） 映画「彼岸のふたり」出演（2021） |
| 藍 あいさ （あい あいさ）       |                    |                                         | 紫                   |     | 1996年9月25日（28歳）  | | 2022年05月10日 -                                              |                                 | 東京ミュウミュウ声優アイドルオーディション ファイナリストとして動画出演 mysta ドリームパスポート MV『OH!!Summer!!』出演 mysta festa+inサンリオピューロランド 出演 NHKスペシャル 「南海トラフ巨大地震」 エキストラ出演（2023年） |
| 真中 笑菜 （まなか えみな）     | えみな             |                                         | パステルピンク       |     | 2007年8月4日（18歳）   | | 2017年11月23日 -2025年8月9日                                  |                                 | 短編映画「あおざくら」出演（2018年） NHKよるドラ「だから私は推しました」（主演：白石聖）エキストラ出演（2019年） |

## ディスコグラフィー

### シングル
- Culumi魂（2014年3月21日発売）

1. Culumi魂
2. Honest Feeling

- 虹iro（2014年11月22日発売）

1. 虹iro
2. Answer

- くるまれナイト（2015年8月26日発売）

1. くるまれナイト
2. SunSet Jet
3. Summer Days (bonus track)

- 地獄大夫（2016年12月7日発売）

1. 地獄大夫
2. ぱぴぷぺパラダイス

- アネモネの罠（2017年6月25日発売）

1. アネモネの罠
2. 道標

- Sky View（2018年8月26日発売）

1. Sky View
2. Sky View(Culumi 月組 ver)
3. Sky View(Culumi 星組 ver)

## 出演

### 定期ライブ・定期イベント
- 水曜日もくるまれナイト - A-kukanにて隔週水曜日19:30からの定期ライブ。(2017年7月までは毎週開催)

　2019年6月より木曜日開催に変更　メンバーのスケジュール等の都合により2019年8/8以降は休止状態
- クルミの樹 - イトーヨーカドー津久野店にて毎月行われる定期イベント（ライブや販促など）

### メディア
- Hometown ウィークリー（2013年12月、J:COM）
- UP!アップ!関ガール!シーズン2（2014年5月 - 6月、J:COM）
- 土曜ワイド劇場特別企画 新感覚刑事ドラマシリーズ『スペシャリスト3』（テレビ朝日 2015年2月28日）
- ジモト満載 えぇ街でおま！(J:COM2017年6月23日)